# Kolponomos
Il colponomo (gen. Kolponomos) è un mammifero carnivoro estinto, appartenente agli ursidi. Visse nel Miocene inferiore (circa 20 milioni di anni fa) e i suoi resti fossili sono stati ritrovati in Nordamerica. 

## Descrizione
Questo animale è noto per alcuni resti fossili ritrovati sulla sponda pacifica degli Stati Uniti. L'aspetto doveva essere vagamente simile a quello di un piccolo orso, forse dotato di una lunga coda e dal corpo relativamente snello. Il cranio era piuttosto simile a quello di altri orsi primitivi, come Ursavus, ma possedeva un muso rivolto verso il basso e grandi molari pesanti e allargati, che indicano una dieta differente da quella degli orsi attuali. Altre caratteristiche di Kolponomos erano il muso stretto e gli occhi diretti in avanti; erano inoltre presenti grandi aree d'inserzione per potenti muscoli nella zona del collo, e le ossa delle zampe erano molto robuste.

## Classificazione
Kolponomos venne descritto per la prima volta nel 1960 da Ruben A. Stirton, sulla base di un cranio parziale ritrovato nella Olympic Peninsula dello stato di Washington, in sedimenti di origine marina nella zona costiera. Stirton ritenne che questo animale, che battezzò Kolponomos clallamensis, fosse un grande procionide marino. Nuovi ritrovamenti di fossili più completi, avvenuti nel 1969 e nel 1977 nei pressi di Newport (Oregon), permisero non solo di descrivere una nuova specie (K. newportensis), ma di riconoscere Kolponomos come un membro primitivo del gruppo degli arctoidi, insolitamente specializzato per la vita acquatica. Alcuni studi lo hanno inoltre avvicinato all'origine dei pinnipedi.

## Paleoecologia
Kolponomos doveva essere un animale marino, che abitava le zone costiere ed era particolarmente adatto al nuoto. Probabilmente si nutriva di invertebrati marini dal guscio duro, che veniva schiacciato e frantumato dai grandi molari larghi. Il muso stretto e le orbite dirette frontalmente indicano che Kolponomos era in grado di guardare oggetti direttamente davanti a sé, mentre i potenti muscoli del collo e le forti zampe fanno ipotizzare uno stile di vita sconosciuto fra gli ursidi, ma forse paragonabile a quello dell'attuale lontra marina.